# خورشیدگرفتگی ۱۸ آوریل ۱۹۷۷
خورشیدگرفتگی ۱۸ آوریل ۱۹۷۷ (به انگلیسی: Solar eclipse of April 18, 1977) یک خورشیدگرفتگی از نوع خورشیدگرفتگی حلقه‌ای است. این خورشیدگرفتگی در تاریخ ۱۸ آوریل ۱۹۷۷ میلادی (‎۲۹ فروردین ۱۳۵۶ خورشیدی) روی داد که زمان اوج آن، ساعت ۱۰:۳۱:۳۰ به‌وقت ساعت هماهنگ جهانی بوده‌است. مدت زمان و طول این خورشیدگرفتگی ۷ دقیقه و ۴ ثانیه بود.